# Bezeten - Het gat in de muur
Bezeten: Het gat in de muur is een Nederlandse-Duitse film uit 1969 van Pim de La Parra in kleur. De film is ook bekend onder de titels Obsessions en Besessen – Das Loch in der Wand.
Het was de eerste naoorlogse samenwerking met Duitsland, dat het grootste gedeelte van de film financierde. In tegenstelling tot in Duitsland werd in Nederland de film matig bezocht. Als scenarioschrijver droeg de toen nog onbekende Martin Scorsese bij aan het script van de film.

## Verhaal
Het verhaal begint bij een student Geneeskunde in Amsterdam. Bij het ophangen van een schilderij boort hij te diep, een gat creërende waardoor hij bij de buren naar binnen kan kijken. Wat zich daar afspeelt maakt hem nieuwsgierig, zeker als er veel jonge vrouwen over de vloer komen en hij het een en ander aan drugs voorbij ziet gaan. Hij krijgt hulp van zijn vriendin, een journaliste. Het verhaal neemt een dramatische wending vanaf hier, met een schokkende afloop.

## Rolverdeling
| Acteur            | Personage               |
| ----------------- | ----------------------- |
| Dieter Geissler   | Nils Janssen            |
| Tom van Beek      | De Amerikaan (Petrucci) |
| Alexandra Stewart | Marina                  |
| Donald Jones      | Otto Fabian             |